# Milos
Milos ou Melos (em grego:  Μήλος) é uma ilha vulcânica da Grécia, situada no arquipélago das Cíclades, no Mar Egeu.
A ilha é famosa por lá ter sido encontrada uma estátua de Afrodite (a "Vénus de Milo", hoje no Museu do Louvre), e também dos deuses Asclépio (hoje no Museu Britânico), de Posidão e de um antigo Apolo, hoje em Atenas. O município de Milos também inclui as ilhas desabitadas de Antimilos e Akradies. O total de área das três ilhas é 160,147 km² e a população 4771, todos em Milos.

## Mitologia
Após a Guerra de Troia, Menesteu se tornou rei da ilha, pois o rei anterior, Polyanax, tinha morrido.

## Geografia
Milos é a ilha mais a sudoeste das Cíclades, situada a 120 km a leste da costa da Lacónia. De leste a oeste mede aproximadamente 23 km e, de norte a sul, 13 km, com uma área aproximada de 150,6 km². A maior parte da ilha é montanhosa, tendo como ponto culminante o Monte Profeta Elias (Profitis Elias), com 774 m, situado no oeste da ilha. A ilha tem origem vulcânica, encontrando-se, dentre suas rochas, a obsidiana e o traquito (rocha ígnea constituída por ortoclasita e biotita), e encontram-se fontes de água sulfurosa.
A ilha tem um porto natural, com profundidade que varia de 130 a 55 m, e um istmo de cerca de 18 km.
Sua população atual, cerca de 4500 pessoas, é muito menor do que a que existia em 1907 (na época, 4864 habitantes na comuna, e 12 774 na província).
É muito conhecida por seus numerosos tipos de escorpiões.

## Ligações externas

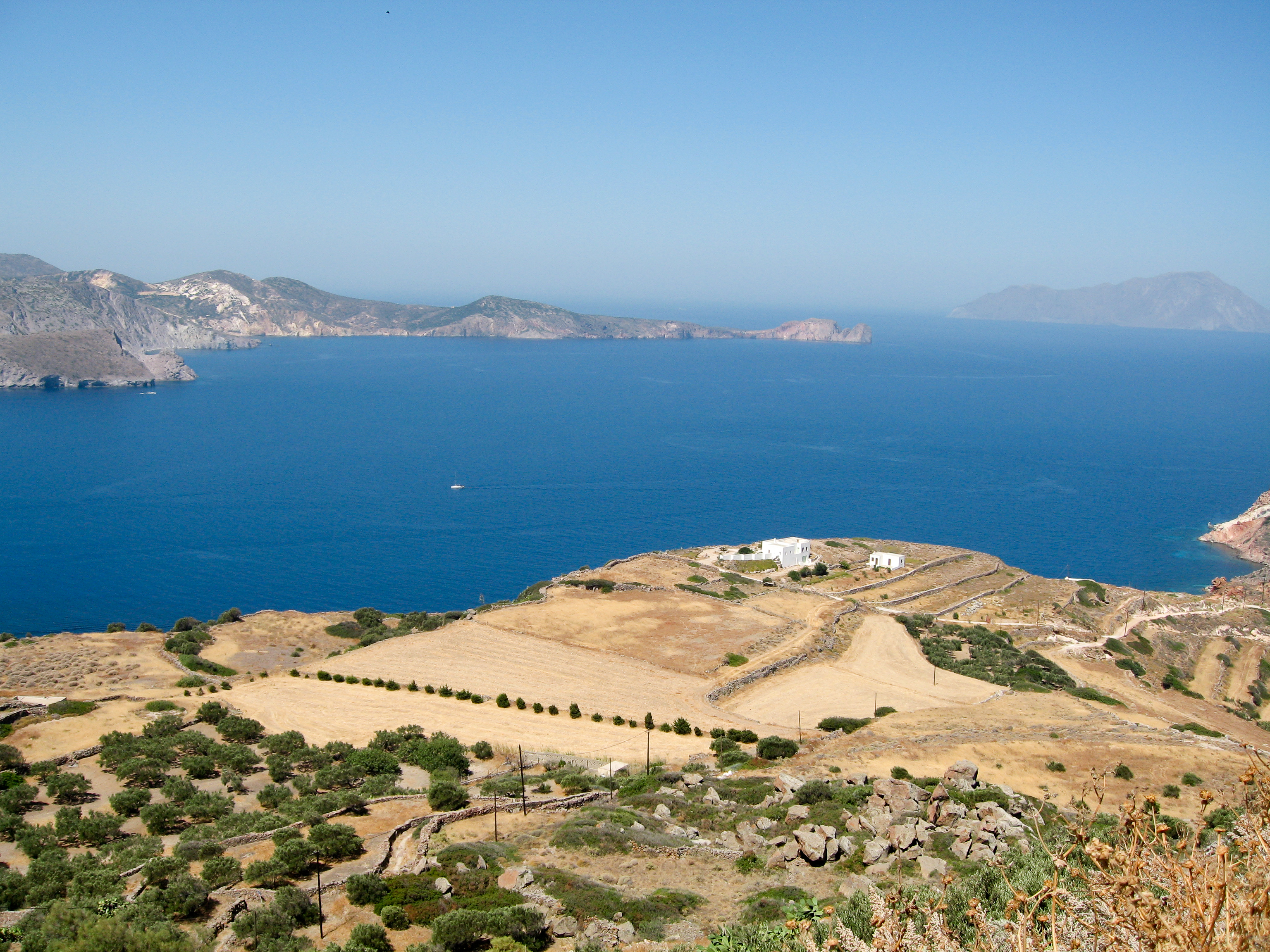
A baía de Milos